# Bergères-sous-Montmirail
Bergères-sous-Montmirail est une commune française, située dans le département de la Marne en région Grand Est.

## Géographie

### Localisation
Bergères-sous-Montmirail se trouve au sud-ouest du département de la Marne, en région Grand Est. La commune appartient à la région agricole de la Brie champenoise.
La commune de Bergères-sous-Montmirail s'étend sur une superficie de 1 052 hectares. Le village se trouve dans la vallée du Petit Morin, sur la rive droite de la rivière. Au nord du village, sur les coteaux de la vallée, poussent des vignes bénéficiant de l'appelation Champagne.,. Sur le territoire communal, l'altitude varie de 127 à 227 mètres. L'altitude dépasse les 200 mètres de chaque côté de la vallée.
Par la route, Bergères-sous-Montmirail se situe à 63 km de Châlons-en-Champagne, préfecture, à 42 km d'Épernay, sous-préfecture, et à 21 km de Sézanne, bureau centralisateur du canton de Sézanne-Brie et Champagne dont dépend Bergères-sous-Montmirail depuis 2015. La commune fait en outre partie du bassin de vie de Montmirail, commune distante de 7 km par la route.
Bergères-sous-Montmirail est limitrophe de 4 communes :
| Montmirail             | Vauchamps                |                 |
| Maclaunay (Montmirail) | Bergères-sous-Montmirail | Boissy-le-Repos |
|                        | Le Gault-Soigny          |                 |

### Hydrographie

#### Réseau hydrographique
La commune est dans la région hydrographique « la Seine de sa source au confluent de l'Oise (exclu) » au sein du bassin Seine-Normandie. Elle est drainée par le Petit Morin, le Fossé 01 de Biffontaine et le Fossé 01 de la Mêle,.
Le Petit Morin, d'une longueur de 86 km, prend sa source dans la commune de Val-des-Marais et se jette dans la Marne à La Ferté-sous-Jouarre, après avoir traversé 29 communes. 

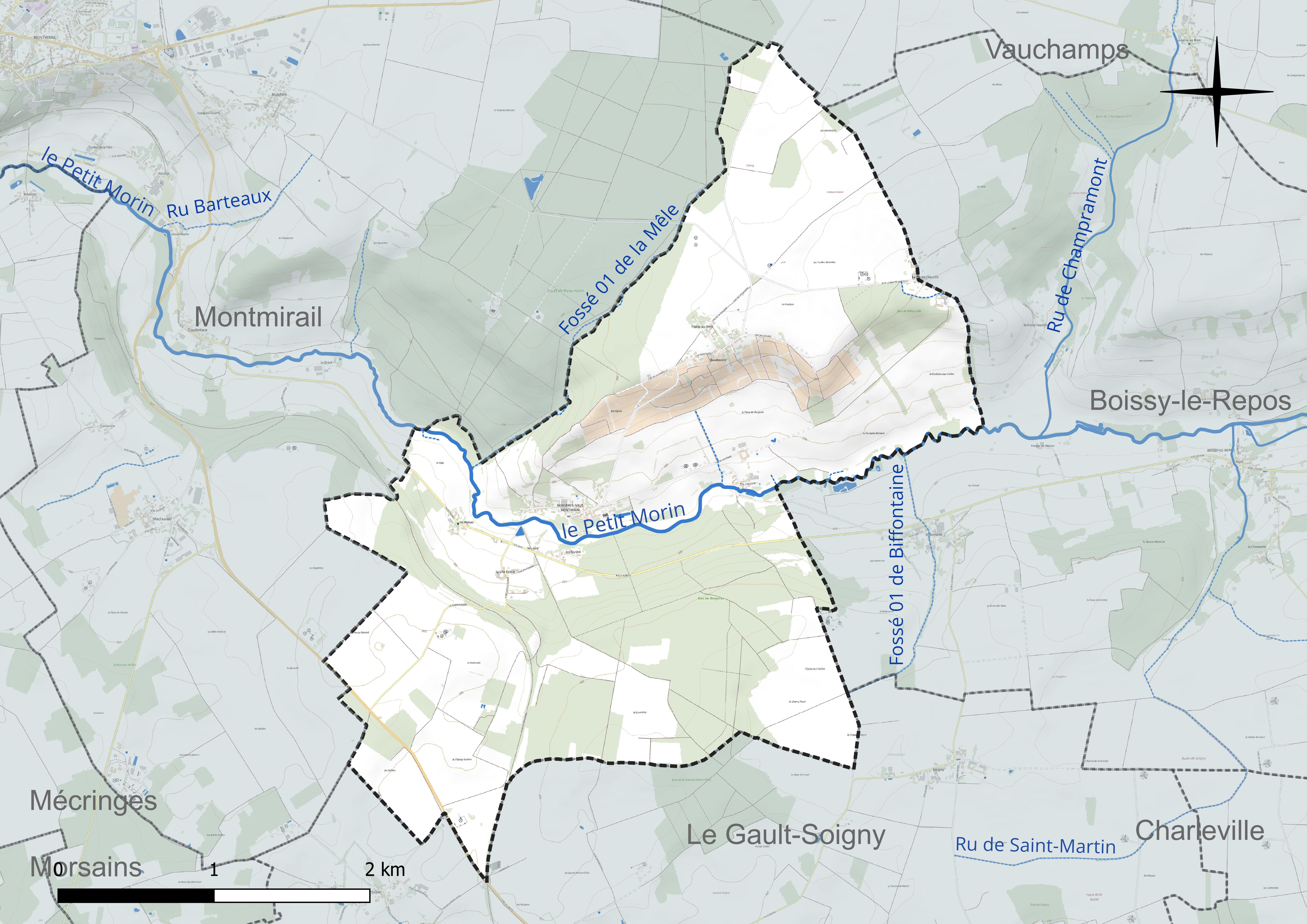
Réseau hydrographique de Bergères-sous-Montmirail.

#### Gestion et qualité des eaux
Le territoire communal est couvert par le schéma d'aménagement et de gestion des eaux (SAGE) « Petit et Grand Morin ». Ce document de planification concerne le territoire des bassins versants du Petit Morin (630 km2) et du Grand Morin (1 185 km2) et se répartit sur trois départements (la Marne, l'Aisne et la Seine-et-Marne). Il a été approuvé le 21 octobre 2016. La structure porteuse de l'élaboration et de la mise en œuvre est le Syndicat mixte d'aménagement et de gestion des eaux (SMAGE) - EPAGE. 
La qualité des cours d’eau peut être consultée sur un site dédié géré par les agences de l’eau et l’Agence française pour la biodiversité. 

### Climat
Pour des articles plus généraux, voir Climat du Grand Est et Climat de la Marne.
En 2010, le climat de la commune est de type climat océanique dégradé des plaines du Centre et du Nord, selon une étude du Centre national de la recherche scientifique s'appuyant sur une série de données couvrant la période 1971-2000. En 2020, Météo-France publie une typologie des climats de la France métropolitaine dans laquelle la commune est exposée à un climat océanique altéré et est dans la région climatique  Nord-est du bassin Parisien, caractérisée par un ensoleillement médiocre, une pluviométrie moyenne régulièrement répartie au cours de l’année et un hiver froid (3 °C). 
Pour la période 1971-2000, la température annuelle moyenne est de 10,4 °C, avec une amplitude thermique annuelle de 15,2 °C. Le cumul annuel moyen de précipitations est de 805 mm, avec 12,4 jours de précipitations en janvier et 8,4 jours en juillet. Pour la période 1991-2020, la température moyenne annuelle observée sur la station météorologique de Météo-France la plus proche, « Esternay-Man », sur la commune d'Esternay à 13 km à vol d'oiseau, est de 10,9 °C et le cumul annuel moyen de précipitations est de 780,5 mm. 
La température maximale relevée sur cette station est de 42,5 °C, atteinte le 25 juillet 2019 ; la température minimale est de −25 °C, atteinte le 14 février 1956,,. 
Les paramètres climatiques de la commune ont été estimés pour le milieu du siècle (2041-2070) selon différents scénarios d'émission de gaz à effet de serre à partir des nouvelles projections climatiques de référence DRIAS-2020. Ils sont consultables sur un site dédié publié par Météo-France en novembre 2022.

### Milieux naturels et biodiversité
L'Inventaire national du patrimoine naturel (INPN) recense 328 espèces sur le territoire de la commune, dont 45 espèces protégées et 16 espèces menacées.
Bergères-sous-Montmirail compte une zone naturelle d'intérêt écologique, faunistique et floristique (ZNIEFF). La ZNIEFF de type I des « bois de pente et sources tufeuses au sud-est de Bergères-sous-Montmirail » s'étend sur 90 hectares entre Bergères-sous-Montmirail et Boissy-le-Repos. Les bois sont principalement des chênaies pédonculées neutrophile ou acidiphile. Au pied des pentes, une aulnaie marécageuse et ses sources tufeuses prend le pas. On trouve dans la ZNIEFF des espèces végétales relativement rares dans la région, tels le séneçon de Fuchs et la jacinthe des bois, ainsi qu’une vingtaine d’espèces d’oiseaux.

## Urbanisme

### Typologie
Au 1er janvier 2024, Bergères-sous-Montmirail est catégorisée commune rurale à habitat très dispersé, selon la nouvelle grille communale de densité à sept niveaux définie par l'Insee en 2022.
Elle est située hors unité urbaine. Par ailleurs la commune fait partie de l'aire d'attraction de Montmirail, dont elle est une commune de la couronne,. Cette aire, qui regroupe 19 communes, est catégorisée dans les aires de moins de 50 000 habitants,.

### Occupation des sols
L'occupation des sols de la commune, telle qu'elle ressort de la base de données européenne d’occupation biophysique des sols Corine Land Cover (CLC), est marquée par l'importance des territoires agricoles (69,6 % en 2018), une proportion identique à celle de 1990 (69,6 %). La répartition détaillée en 2018 est la suivante : terres arables (54,0 %), forêts (30,4 %), prairies (10,2 %) et cultures permanentes (5,4 %).
L'évolution de l’occupation des sols de la commune et de ses infrastructures peut être observée sur les différentes représentations cartographiques du territoire : la carte de Cassini (XVIIIe siècle), la carte d'état-major (1820-1866) et les cartes ou photos aériennes de l'IGN pour la période actuelle (1950 à aujourd'hui).

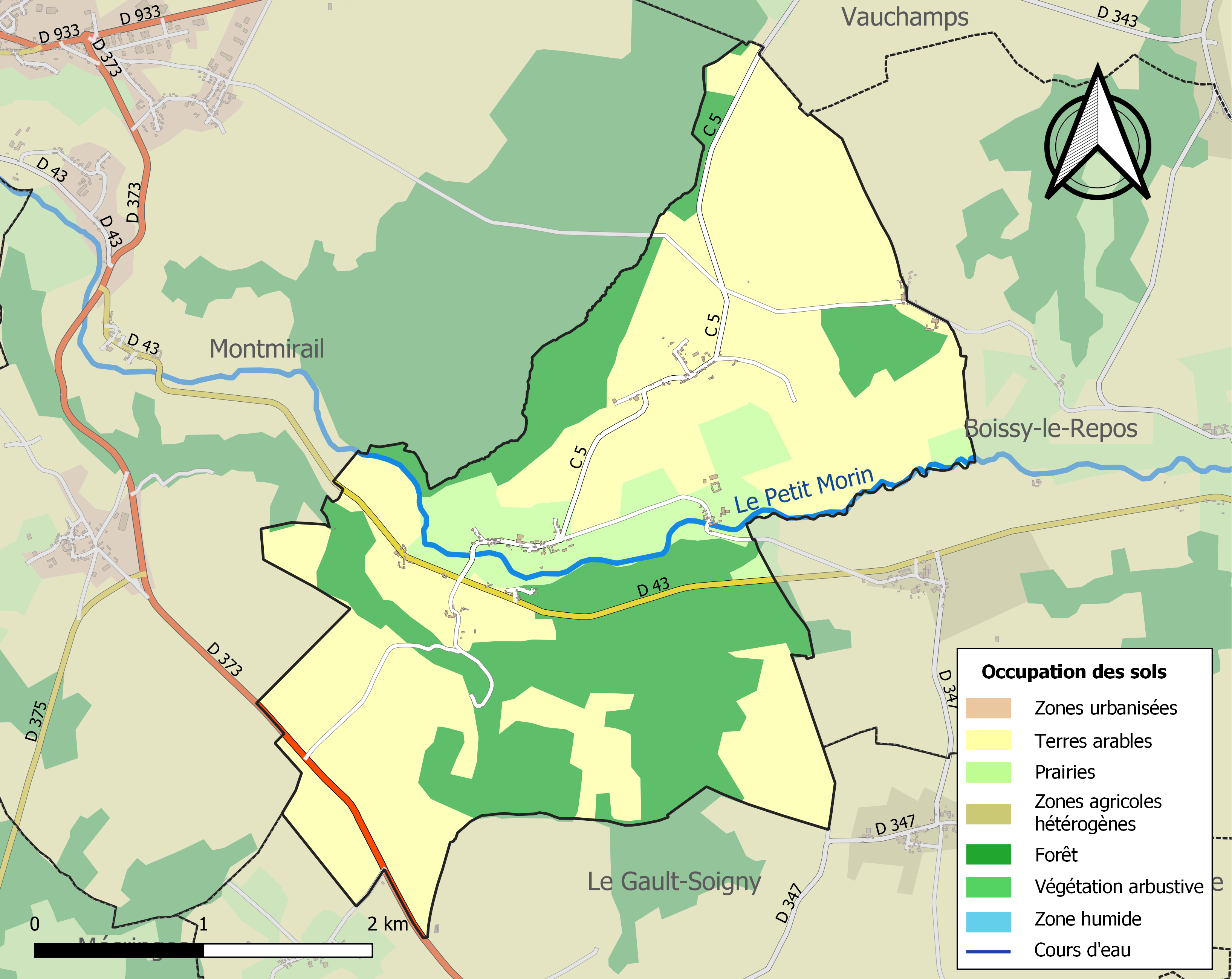
Carte des infrastructures et de l'occupation des sols de la commune en 2018 (CLC).

### Lieux-dits, hameaux et écarts
Outre le village de Bergères, la commune compte sept hameaux : Moulin Henry à l'est sur le Petit Morin ; les Bordes, les Jats, les Roises et la Ville Échue à proximité de la RD43 au sud du Petit Morin ; Boutavent (dont Frotte-au-Bord) et la Haute Vaucelle en altitude au nord de la commune.

### Habitat et logement
En 2021, Bergères-sous-Montmirail compte 98 logements. Ces logements sont uniquement des maisons ; la commune ne comptant aucun appartement. En raison de la prévalence des maisons, les résidences principales de Bergères-sous-Montmirail disposent en moyenne de 5,1 pièces.
Le tableau ci-dessous présente une comparaison de quelques indicateurs chiffrés du logement pour Bergères-sous-Montmirail, la communauté de communes de la Brie champenoise (CCBC), le département de la Marne et la France entière :
|                                                            | Bergères-sous-Montmirail | CCBC  | Marne   | France     |
| ---------------------------------------------------------- | ------------------------ | ----- | ------- | ---------- |
| Ensemble des logements                                     | 98                       | 4 109 | 300 919 | 37 155 918 |
| Part des résidences principales (en %)                     | 60,9                     | 80,9  | 87,5    | 82,2       |
| Part des résidences secondaires (en %)                     | 18,5                     | 9,3   | 3,4     | 9,7        |
| Part des logements vacants (en %)                          | 20,6                     | 9,8   | 9,1     | 8,1        |
| Part des propriétaires de leur résidence principale (en %) | 87,9                     | 69,2  | 52,2    | 57,5       |

À Bergères-sous-Montmirail, 60,9 % des logements sont des résidences principales, 18,5 % des résidences secondaires et 20,6 % des logements vacants. Par ailleurs, 87,9 % des ménages sont propriétaires de leur résidence principale. Bergères-sous-Montmirail se démarque ainsi en 2021 par un nombre élevé de résidences secondaires, de logements vacants et de ménages propriétaires de leur résidence principale.
Parmi les 60 résidences principales construites avant 2019, 29,3 % avaient été construites avant 1919, 15,5 % entre 1919 et 1945, 15,5 % entre 1946 et 1970, 22,4 % entre 1971 et 1990, 10,3 % entre 1991 et 2005 et 6,9 % depuis 2006.
Le tableau ci-dessous présente l'évolution du nombre de logements sur le territoire de la commune, par catégorie, depuis 1968 :
|                        | 1968 | 1975 | 1982 | 1990 | 1999 | 2010 | 2015 | 2021 |
| ---------------------- | ---- | ---- | ---- | ---- | ---- | ---- | ---- | ---- |
| Résidences principales | 50   | 50   | 56   | 50   | 55   | 55   | 54   | 60   |
| Résidences secondaires | 20   | 23   | 28   | 30   | 32   | 27   | 26   | 18   |
| Logements vacants      | 11   | 19   | 17   | 8    | 7    | 9    | 11   | 20   |
| Total                  | 81   | 92   | 101  | 88   | 94   | 91   | 91   | 98   |

## Toponymie
Bergères provient du pluriel de l'oïl *bergière « bergerie », qui a dû exister dans les régions où l'on disait bergier pour « berger ».
Le nom de la localité est attesté sous les formes Bergeriæ (1194) ; Bergieres (1194) ; Bergieres sous Mommiral (1334) ; Bergers lez Montmirel (1634) ; Bergères lez Montmiral (1636) ; Bergères près Montmirel (1641) ; Bergère (1735).
Bergères est au sud-est de Montmirail.

## Politique et administration
| Période                                  | Période                      | Identité        | Étiquette | Qualité |
| ---------------------------------------- | ---------------------------- | --------------- | --------- | ------- |
| Les données manquantes sont à compléter. |                              |                 |           |         |
| 1989                                     | 2014                         | Karel Geeraerts |           |         |
| 2014                                     | En cours (au 4 juillet 2014) | Delphine Gohin  |           |         |

## Équipements et services publics

### Eau et déchets
L'approvisionnement en eau potable et l'assainissement des eaux usées sont des compétences de la communauté de communes de la Brie champenoise. Bergères-sous-Montmirail est alimentée en eau potable par les captages du Thoult-Trosnay. La production et la distribution d'eau potable font l'objet d'une délégation de service public confiée à Suez jusqu'en 2028. L'assainissement y est non collectif.
La communauté de communes est également compétente en matière de déchets. La collecte des ordures ménagères résiduelles (en bac) et des déchets recyclables (en sacs translucides jaunes) est réalisée en porte à porte. La communauté de commune adhérant au syndicat de valorisation des ordures ménagères de la Marne (SYVALOM), ces déchets sont amenés au centre de transfert départemental de Sézanne puis valorisés sur le site de La Veuve. La communauté de communes propose des composteurs individuels à tarif réduit pour les biodéchets. La collecte du verre et des textiles se fait en apport volontaire. Pour les autres déchets, l'unique déchèterie de la communauté de communes est située à Montmirail, dans le hameau de Maclaunay. La collecte des déchets et la gestion de la déchèterie sont confiées à des entreprises privées par marchés publics.

### Enseignement
Bergères-sous-Montmirail fait partie de l'académie de Reims.
La commune dépend de l'école primaire de Fromentières,. L'école primaire Marcel Jerger est située 2 route de Montmort et accueille 113 élèves de maternelle et d'élémentaire (chiffres 2024-2025).
Les jeunes de Bergères-sous-Montmirail sont ensuite rattachés au collège de la Brie champenoise à Montmirail et au lycée La Fontaine du Vé de Sézanne.

### Postes et télécommunications
Trois boîtes aux lettres de La Poste se trouvent sur le territoire de la commune : rue du Château (Bergères), rue de Boutavent (Boutavent) et chemin des Meuniers (La Haute Vaucelle). Le bureau de poste le plus proche est situé à Montmirail, à environ 5 km de Bergères-sous-Montmirail.

### Justice, sécurité et secours
Du point de vue judiciaire, Bergères-sous-Montmirail relève du conseil de prud'hommes d'Épernay, du tribunal de commerce de Reims, du tribunal judiciaire, du tribunal paritaire des baux ruraux et du tribunal pour enfants de Châlons-en-Champagne, dans le ressort de la cour d'appel de Reims. Pour le contentieux administratif, la commune dépend du tribunal administratif de Châlons-en-Champagne et de la cour administrative d'appel de Nancy.
Bergères-sous-Montmirail est située en secteur Gendarmerie nationale et dépend de la brigade de Montmirail.
En matière d'incendie et de secours, le centre d'incendie et de secours le plus proche est celui de Montmirail, dépendant du Service départemental d'incendie et de secours (SDIS) de la Marne.

## Population et société

### Démographie
L'évolution du nombre d'habitants est connue à travers les recensements de la population effectués dans la commune depuis 1793. Pour les communes de moins de 10 000 habitants, une enquête de recensement portant sur toute la population est réalisée tous les cinq ans, les populations de référence des années intermédiaires étant quant à elles estimées par interpolation ou extrapolation. Pour la commune, le premier recensement exhaustif entrant dans le cadre du nouveau dispositif a été réalisé en 2004.

En 2022, la commune comptait 145 habitants, en évolution de +23,93 % par rapport à 2016 (Marne : −1,19 %, France hors Mayotte : +2,11 %).
| 1793 | 1800 | 1806 | 1821 | 1831 | 1836 | 1841 | 1846 | 1851 |
| ---- | ---- | ---- | ---- | ---- | ---- | ---- | ---- | ---- |
| 330  | 385  | 392  | 453  | 469  | 426  | 450  | 454  | 427  |

| 1856 | 1861 | 1866 | 1872 | 1876 | 1881 | 1886 | 1891 | 1896 |
| ---- | ---- | ---- | ---- | ---- | ---- | ---- | ---- | ---- |
| 424  | 428  | 419  | 340  | 351  | 332  | 332  | 349  | 329  |

| 1901 | 1906 | 1911 | 1921 | 1926 | 1931 | 1936 | 1946 | 1954 |
| ---- | ---- | ---- | ---- | ---- | ---- | ---- | ---- | ---- |
| 318  | 315  | 289  | 221  | 215  | 232  | 236  | 225  | 198  |

| 1962 | 1968 | 1975 | 1982 | 1990 | 1999 | 2004 | 2006 | 2009 |
| ---- | ---- | ---- | ---- | ---- | ---- | ---- | ---- | ---- |
| 192  | 162  | 137  | 133  | 123  | 130  | 139  | 141  | 138  |

| 2014 | 2019 | 2022 | - | - | - | - | - | - |
| ---- | ---- | ---- | - | - | - | - | - | - |
| 123  | 135  | 145  | - | - | - | - | - | - |

### Cultes
Pour le culte catholique, Bergères-sous-Montmirail dépend de la paroisse Saint-Vincent-de-Paul - Montmirail, au sein du diocèse de Châlons-en-Champagne.

### Médias
La presse écrite régionale comprend le quotidien L'Union, le bi-hebdomadaire Le Pays briard et l'hebdomadaire L'Hebdo du vendredi.
Parmi les stations de radio locales, il est possible de citer Ici Champagne-Ardenne et Champagne FM.

## Culture locale et patrimoine

### Lieux et monuments
- Le château du XVIIe siècle est classé monument historique avec son parc depuis le 29 décembre 1982[46].
- Le moulin sur la Petit Morin.
- Des puits de pétrole du Bassin parisien.

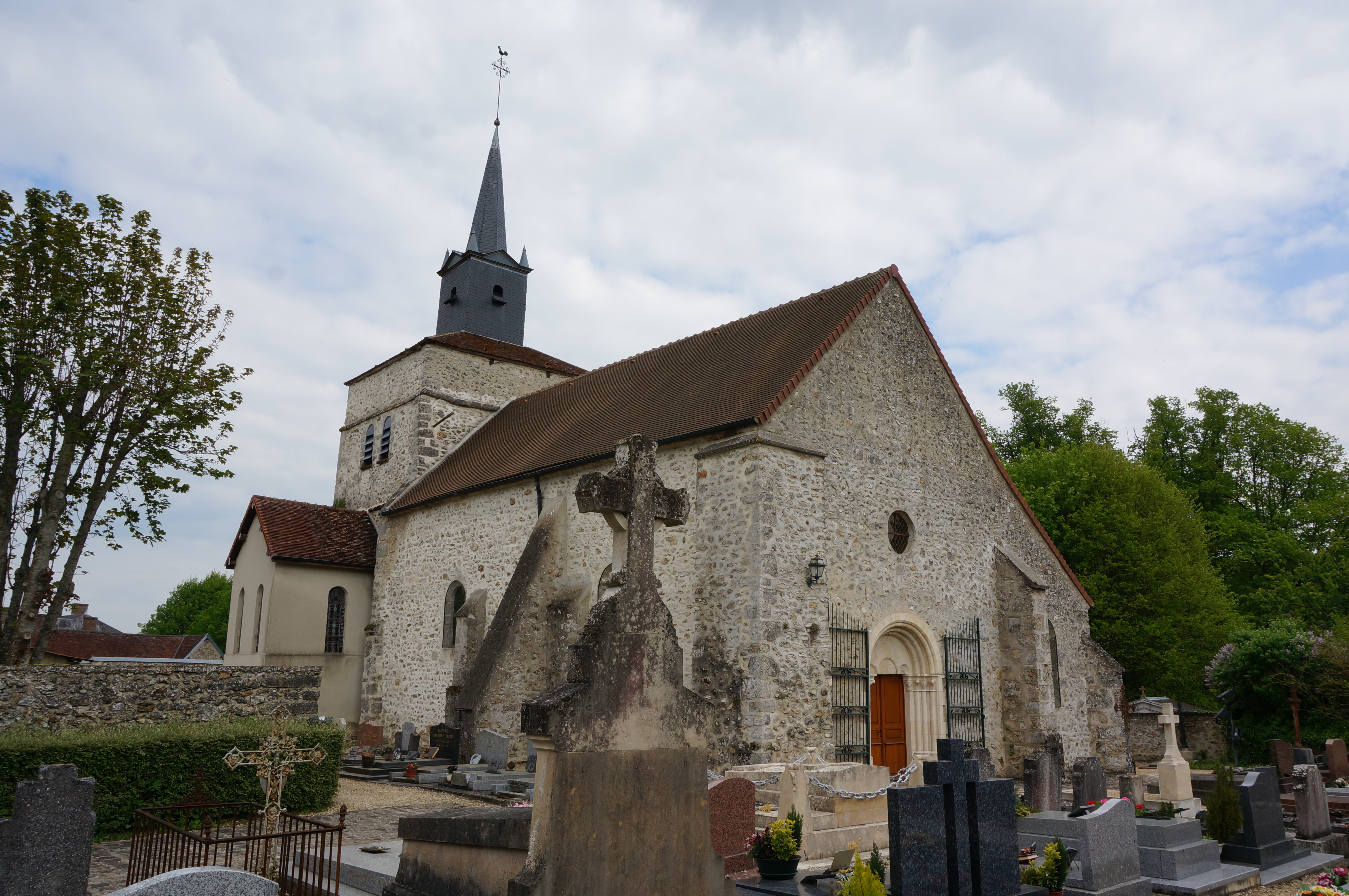
Église.
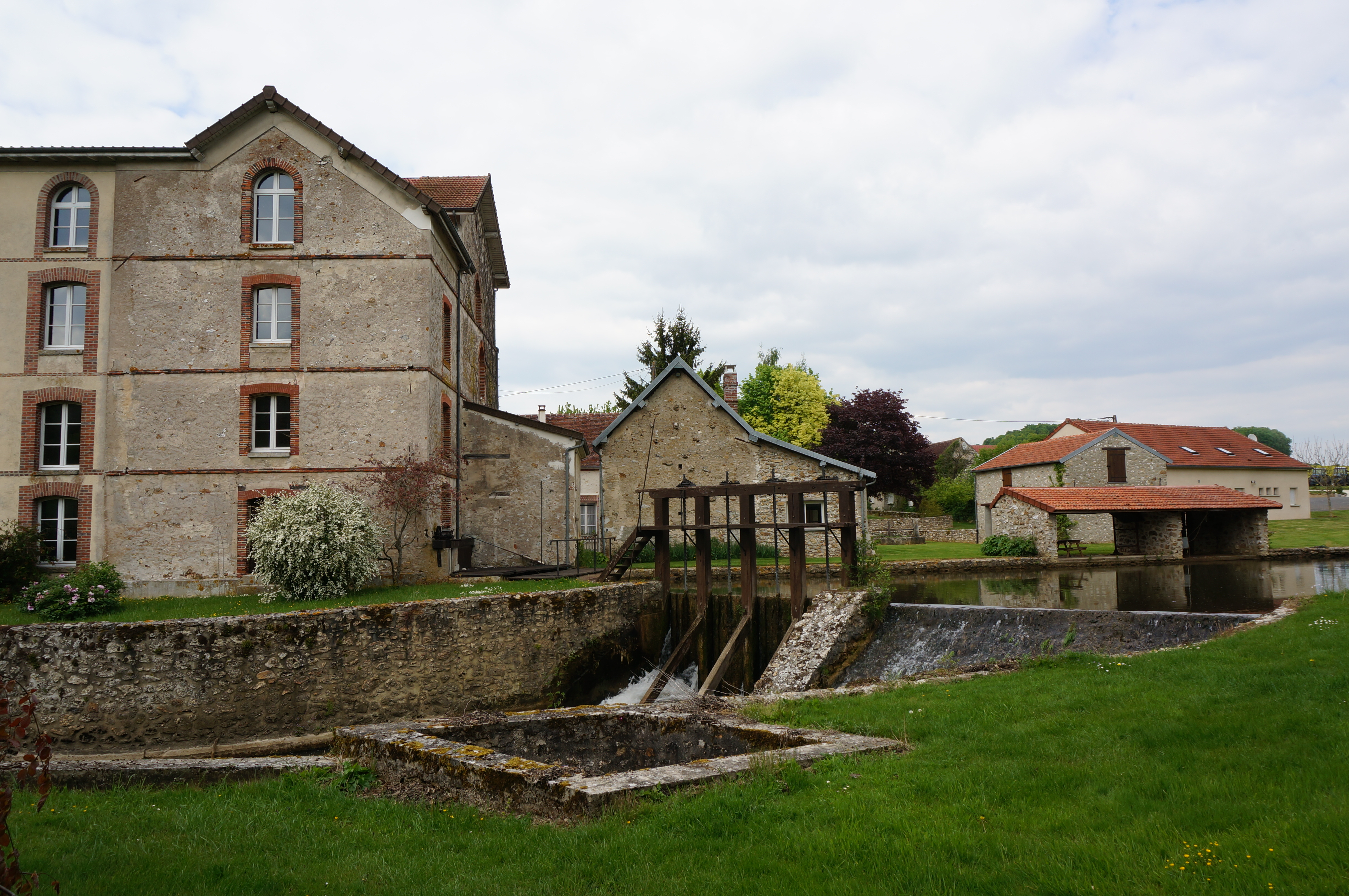
Moulin Henry.
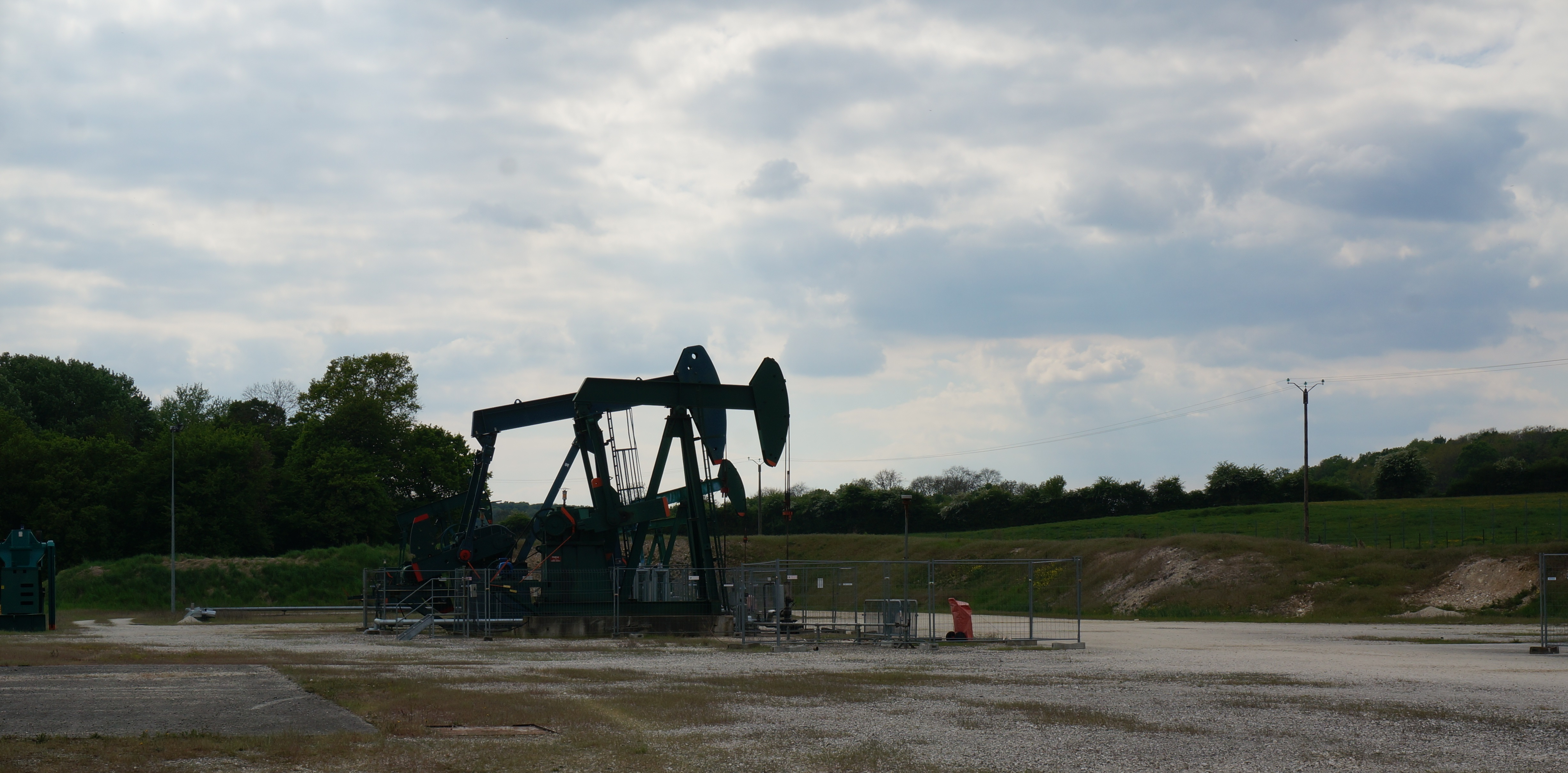
Puits de pétrole.

### Héraldique
| Blason à dessiner | Blason  | Écartelé: au 1er d'azur à l'église du lieu d'or, ajourée de sable, bordé à senestre et en pointe d'argent chargé d'un lierre feuillé de quatre pièce de sinople, au 2e d'azur à la tête de brebis d'or, bordé à dextre et en pointe d'une filière d'or, au 3e d'azur à la grappe de raisin feuillée d'or, bordé en chef et à senestre d'une filière d'or, au 4e d'azur à trois épis de blé tigés et feuillés d'or rangés en fasce, bordé en chef et à dextre d'argent chargé d'un lierre feuillé de trois pièces de sinople. |
| Blason à dessiner | Détails | Le statut officiel du blason reste à déterminer. |